# Wild card (šport)
Wild card je športni izraz, ki označuje nastop športnika, skupine športnikov ali športnega kluba na športnem tekmovanju s povabilom organizatorja kljub temu, da le-ti ne izpolnjujejo vseh kriterijev za nastop. Na večini pomembnejših športnih tekmovanjih je nekaj mest predvidenih za športnike, ki jih na tekmovanje povabi organizator, običajno so to mladinci iz države gostiteljice tekmovanja.